# Guillermo Rigondeaux
Guillermo Rigondeaux, född 30 september 1980 i Santiago de Cuba, Kuba, är en kubansk boxare som tog OS-guld i bantamviktsboxning 2000 i Sydney och igen 2004 i Aten. Han har ett smeknamn vilket är El Chacal.